# Gara Jebel
Gara Jebel este o gară care deservește comuna Jebel, județul Timiș, România.